# Chorodna semiclusaria
Chorodna semiclusaria är en fjärilsart som beskrevs av Walker 1862. Chorodna semiclusaria ingår i släktet Chorodna och familjen mätare. Inga underarter finns listade i Catalogue of Life.